# سرودخوان سرسیاه
سرودخوان سرسیاه(نام علمی: Vireo atricapilla) نام یک گونه از سرده سرودخوان است.